# Бохуслав Хавранек
Бохуслав Хавранек (на чешки: Bohuslav Havránek) (30 януари 1893 – 2 март 1978) е чешки езиковед славист, член на Чешката академия на науките (1952), чуждестранен член на БАН (1958) и на Германската академия на науките. Професор от 1929 г.